# Entrevista de Diagnóstico de Autismo Revista
A Entrevista de Diagnóstico de Autismo Revista (também comum o uso da sigla ADI-R, do inglês Autism Diagnostic Interview-Revised) é uma entrevista estruturada feita aos pais de indivíduos que tenham sido referenciados para avaliação de possível autismo ou perturbações do espectro autista. A entrevista é usada há várias décadas por investigadores e profissionais de saúde e pode ser usada em qualquer indivíduo com idade mental de pelo menos 18 meses. A entrevista avalia o comportamento em áreas de interação social recíproca, comunicação, linguagem e padrões de comportamento.